# Ханакин
Ханакин (араб. خانقين‎, сорани خانەقین, курд. Xaneqîn, Xaniqîn) — город в Ираке в провинции Дияла.
Изначально город входил в состав персидского государства и назывался «Ду-Ханаг» («Два дома»). После арабского завоевания название трансформировалась в «Ханак-аин», и теперь произносится как «Ханакин».

## География
Расположен вблизи границы с Ираном, на берегах реки Алванд (приток Диялы), на высоте 181 м над уровнем моря.

## Население
По данным последней официальной переписи 1965 года, население составляло 23 472 человека. По оценочным данным 2012 года оно насчитывает 11 791 человек. Несмотря на то, что основное население провинции составляют арабы, Ханакин населён преимущественно курдами. В городе проживают также арабы и туркоманы.
Динамика численности населения города по годам:
| 1965   | 2012   |
| ------ | ------ |
| 23 472 | 11 791 |

## Экономика
Возле Ханакина добывается нефть. В городе имеется нефтеперерабатывающее предприятие.